# Phân phối bền vững
Phân phối bền vững đề cập đến bất kỳ phương tiện vận chuyển / vận chuyển hàng hóa giữa người bán và người mua với tác động thấp nhất có thể đến môi trường sinh thái và xã hội, và bao gồm toàn bộ quá trình phân phối từ lưu trữ, xử lý đơn đặt hàng, đóng gói, cải thiện tải xe khách hàng hoặc người mua và lấy lại bao bì.

## Định nghĩa
Phân phối bền vững đề cập đến phân bổ kinh tế vĩ mô của các đối tượng sẽ được phân phối (hàng hóa, dịch vụ, quyền, phí và thông tin) trong khi tích hợp các vấn đề bền vững mà không ảnh hưởng đến bất kỳ mục đích thông thường nào mà phân phối phải thực hiện.  Thông thường, phân phối có nghĩa là tất cả các quy trình xảy ra giữa nhà sản xuất, nhà bán lẻ và khách hàng.  Các chức năng của phân phối là vận chuyển vật lý, lưu trữ và lưu kho, đóng gói, ghi nhãn và hậu cần ngược lại.
Để các quy trình phân phối được coi là bền vững, các đặc tính của sản phẩm và dịch vụ bền vững phải được bắt nguồn và áp dụng:
1. Sự hài lòng của người nhận: phân phối bền vững phải đảm bảo đáp ứng nhu cầu theo thời gian và địa điểm.
2. Trọng tâm kép: cần giải quyết các vấn đề xã hội và sinh thái
3. Định hướng vòng đời: các quy trình phân phối bền vững phải phù hợp với cách tiếp cận vòng đời của các sản phẩm bền vững để chúng hoàn toàn bền vững.  Ngoài ra còn có một liên kết chặt chẽ với giai đoạn hậu sử dụng khi hậu cần ngược hoàn thành quá trình phân phối
4. Cải thiện đáng kể: phân phối bền vững phải giảm đáng kể các tác động môi trường và xã hội trên phạm vi toàn cầu
5. Cải tiến liên tục: cần giám sát và cải thiện vĩnh viễn các tác động sinh thái xã hội của các quá trình phân phối để thực hiện các phát triển công nghệ (hiệu quả) mới nhất và nhận thức mới nhất về thuật ngữ bền vững.
6. Khả năng cạnh tranh: phân phối bền vững ít nhất phải cạnh tranh như các quy trình phân phối thông thường để có thể thành công lâu dài.  Các vấn đề môi trường và xã hội cần được khắc phục mà không ảnh hưởng đến hiệu quả của các chức năng phân phối thông thường.[2]

## Quá trình

### Vận chuyển vật lý
Giao thông vận tải đề cập đến sự di chuyển của các sản phẩm từ một địa điểm khác.  Nhiên liệu cần thiết để vận chuyển sản phẩm phụ thuộc vào:
- khoảng cách giữa người sản xuất và người mua hoặc khách hàng cuối [1]
- chất lượng của cơ sở hạ tầng giao thông kết nối hai bên
- mật độ của các kho liên quan đến việc cung cấp hàng hóa cho người mua, trung gian hoặc trực tiếp cho khách hàng.[2]

Hầu hết các cơ sở hạ tầng giao thông được sở hữu và quản lý như một hàng hóa công cộng trên toàn thế giới.  Điều này đảm bảo phân bổ tối ưu các khoản đầu tư để bảo trì và xây dựng năng lực vận tải khi cần thiết.  Chính sách giao thông nhằm ngăn chặn lạm dụng quyền lực độc quyền, thúc đẩy cạnh tranh công bằng và cân bằng các mối quan tâm về môi trường, năng lượng và xã hội trong giao thông vận tải.
Bằng cách tối ưu hóa cơ sở hạ tầng giao thông của một quốc gia, khoảng cách mà các sản phẩm di chuyển có thể được giảm bằng cách tạo ra các chuỗi cung ứng địa phương hóa hơn và bằng cách chuyển từ đường bộ sang đường sắt hoặc từ đường hàng không ra biển.  Đổi mới giao thông cũng có thể góp phần vào sự bền vững của các quy trình phân phối bằng cách cải thiện hiệu quả nhiên liệu của động cơ, tối ưu hóa tải trọng xe và thực hiện các hệ thống quản lý giao thông thông minh.
Vận chuyển trực tiếp hiệu quả hơn khi số lượng lớn sẽ được di chuyển, trong khi vận chuyển qua các trung tâm phân phối khu vực là hiệu quả nhất trong trường hợp số lượng nhỏ sản phẩm.  Vận tải bền vững làm giảm chi phí vì cuối cùng các công ty giảm đầu vào mà họ sử dụng.  Ngoài ra, quy trình tạo ra doanh thu bổ sung khi nó cho phép các công ty tạo ra các doanh nghiệp mới.
Không giống như vận chuyển vật lý các sản phẩm qua khoảng cách xa, phân phối điện tử cung cấp một cách thay thế để cung cấp các nhóm sản phẩm và dịch vụ cụ thể cho người tiêu dùng cuối cùng.  Điều này chỉ có thể được áp dụng cho các sản phẩm vật lý có thể biến thành các sản phẩm vô hình bằng cách cung cấp chúng để tải xuống thay vì cung cấp chúng trên phương tiện truyền thông như DVD hoặc CD.  Ví dụ sẽ là phim ảnh, âm nhạc hoặc phần mềm.  Một khía cạnh khác để giảm tác động môi trường của các quy trình phân phối nằm ở việc thay thế in ấn tập trung bằng cách phân phối điện tử các tệp chính cho các nhà in địa phương.  Điều này đúng cho các tờ báo, sách, hệ thống quản lý tài liệu và quảng cáo đại chúng.
Một cách khác để giảm tác động đến môi trường của các quy trình phân phối là đối mặt với sự mong đợi tăng tính thuận tiện của khách hàng đối với sự sẵn có của thực phẩm tươi và theo mùa.  Trái ngược với phương pháp tiếp thị thông thường và sự hiểu biết về phân phối, phân phối bền vững không hỗ trợ việc cung cấp thực phẩm theo mùa suốt cả năm.

### Lưu trữ và lưu kho
Kho bãi là một trong những lĩnh vực chính của hậu cần.  Ý nghĩa rất rộng của nó là lưu trữ thành phẩm hoặc nguyên liệu (thô, đóng gói, linh kiện) cho mục đích sản xuất, nông nghiệp hoặc thương mại.  Trong thực tế, kho chứa nhiều chức năng, như chấp nhận sản phẩm (tải, dỡ hàng), kiểm tra và lưu trữ thích hợp.  Đó là toàn bộ hệ thống (hệ thống quản lý kho) bao gồm cơ sở hạ tầng kho, hệ thống theo dõi và liên lạc giữa các trạm sản phẩm.
Ứng dụng bền vững trong kho bãi Một trong những xu hướng bền vững nhất trong các giải pháp lưu trữ là kỹ thuật Just In Time.  Nó có nghĩa là giao sản phẩm trực tiếp từ nhà cung cấp đến nhà sản xuất mà không cần nhập kho.  Nhưng hệ thống này có ứng dụng khá hạn chế khi khoảng cách giữa các trung gian đang gia tăng với quá trình toàn cầu hóa của nền kinh tế thế giới.  Hậu cần hiện đại không thể tồn tại mà không có dịch vụ kho bãi, nhưng có thể đưa ra nhiều sửa đổi bền vững về cơ sở hạ tầng kho.
Có một số thuộc tính bền vững cơ bản có sẵn cho các ứng dụng kho có khả năng giảm mức tiêu thụ năng lượng và lượng phát thải carbon:
- ' Tấm lợp quang điện mặt trời: tạo ra năng lượng từ nguồn tái tạo, giảm thiểu nhu cầu nhiên liệu hóa thạch và giảm sự phụ thuộc vào hệ thống phân phối lưới điện.  Ngoài ra, năng lượng được tạo ra không có khí thải carbon.
- Tối ưu hóa kiến trúc nhà kho, tăng ánh sáng ban ngày tự nhiên có thể làm giảm nhu cầu về đèn điện
- Bơm nhiệt nguồn mặt đất: sử dụng nhiệt độ không đổi của mặt đất để cung cấp hệ thống sưởi và làm mát cho các tòa nhà văn phòng
- Bộ thu nhiệt mặt trời: tạo ra nước nóng miễn phí vào mùa hè và cung cấp nước nóng vào mùa đông
- Hệ thống ánh sáng hiệu quả năng lượng được trang bị cảm biến chuyển động: giảm chi phí lưu trữ thân thiện với môi trường
- Vụ mùa mưa
- Thiết bị sử dụng nước thấp
- Vật liệu xây dựng bền vững [7]

### Bao bì
Nhận thức về biến đổi khí hậu gia tăng bắt đầu góp phần vào nhu cầu xem xét tính bền vững trong các quyết định đóng gói.  Mục tiêu bền vững liên quan đến vòng đời đóng gói về nguồn nguyên liệu, thiết kế bao bì, sản xuất, vận chuyển và xử lý.  Theo Liên minh bao bì bền vững, bao bì có thể được coi là bền vững nếu đáp ứng các tiêu chí sau:
- Có lợi, an toàn và lành mạnh cho các cá nhân và cộng đồng trong suốt vòng đời của nó
- Đạt tiêu chí thị trường cho cả hiệu suất và chi phí
- Được cung cấp, sản xuất, vận chuyển và tái chế sử dụng năng lượng tái tạo
- Tối ưu hóa việc sử dụng vật liệu nguồn tái tạo hoặc tái chế
- Được sản xuất bằng công nghệ sản xuất sạch và thực hành tốt nhất
- Được thiết kế vật lý để tối ưu hóa vật liệu và năng lượng
- Được phục hồi và sử dụng một cách hiệu quả trong các chu trình vòng kín sinh học và/hoặc công nghiệp [9]

Bên cạnh những truyền thống "3R" - "cắt giảm", "tái sử dụng", và "tái chế"   các nguyên tắc Bao bì thân thiện với hệ sinh thái "7R" nên được áp dụng cho sự phát triển bao bì và sản phẩm để di chuyển nó về phía mục tiêu phát triển bền vững:
- Gia hạn - sử dụng vật liệu làm từ tài nguyên tái tạo
- Tái sử dụng - sử dụng vật liệu nhiều lần khi khả thi về mặt kinh tế
- Tái chế - sử dụng vật liệu làm bằng nội dung tái chế cao nhất mà không ảnh hưởng đến chất lượng
- Xóa - loại bỏ bao bì không cần thiết, hộp hoặc lớp bổ sung
- Giảm thiểu - tối thiểu hóa và tối ưu hóa vật liệu đóng gói
- Doanh thu - đạt được tất cả các nguyên tắc trên với chi phí bằng hoặc thấp hơn
- Đọc - được giáo dục về tính bền vững, giáo dục các nhà sản xuất và khách hàng [11][12]

Tối ưu hóa vật liệu đóng gói và thiết kế có thể giúp đáng kể để tối ưu hóa hậu cần bằng cách cải thiện tải trọng xe. Ví dụ, thay đổi bao bì của công ty thành linh hoạt có thể giúp cung cấp tải trọng tối đa cho mỗi km đi được, làm tăng khối lượng hàng hóa được vận chuyển bằng xe tải và do đó giảm phát thải CO2 theo thời gian và tối ưu hóa chi phí.

### Dán nhãn
Dán nhãn là một phương tiện quan trọng để liên lạc với người tiêu dùng về tiêu dùng bền vững và nó đóng một vai trò quan trọng trong việc mua sắm thực phẩm và các thiết bị trong nước.  Được sử dụng như một cơ chế quảng cáo, nhãn sinh thái thông báo cho khách hàng về các tác động xã hội và môi trường, khả năng tái chế sản phẩm và bao bì, phương thức sản xuất (ví dụ canh tác sinh học), đặc tính của sản phẩm (ví dụ: thuần chay) hoặc cách thức kinh doanh của nhà sản xuất (ví dụ  Hội đồng thương mại công bằng / hàng hải).
Có một thách thức cho người tiêu dùng mặc dù có thể nhận ra, hiểu và đối phó với số lượng lớn các nhãn mới nổi liên quan đến các khía cạnh cụ thể của chương trình nghị sự bền vững.

### Hậu cần ngược
Hậu cần ngược đã trở thành một phần mở rộng quan trọng trong chuỗi cung ứng vì nó mang tiềm năng cao để đạt được một quy trình phân phối bền vững, đáp ứng cả nhu cầu môi trường và xã hội.  Nó liên quan đến việc thu hồi bao bì đã sử dụng cũng như các sản phẩm chưa bán và hết hạn sử dụng phải được xử lý để làm cho các vật liệu có sẵn để tái chế hoặc tái sử dụng.  Bằng cách lấy lại chất thải và bao bì, việc tái chế các thành phần và vật liệu của sản phẩm phù hợp và thân thiện với môi trường có thể được đảm bảo đồng thời giảm lượng chất thải mang đến các bãi chôn lấp.  Ngoài ra, tải trọng xe có thể được tối ưu hóa vì các chuyến trở về trống của xe tải được sử dụng cho các quy trình phân phối được tránh trong trường hợp họ lấy lại vật liệu.  Bằng cách kết hợp và thực hiện các biện pháp này, các nhà sản xuất có thể cải thiện đáng kể hiệu suất môi trường của họ và tuân thủ các yêu cầu được đưa ra bởi cái gọi là phương pháp tiếp cận vòng đời.
Vì mục tiêu cao hơn, hậu cần ngược lại cũng có thể góp phần làm giảm sự phụ thuộc của nhà sản xuất vào nguồn tài nguyên khan hiếm hoặc không tái tạo bằng cách tái sản xuất và tái sử dụng các vật liệu tái chế để sản xuất hàng hóa mới.  Quan điểm vốn có của việc thay thế các quá trình khai thác và sản xuất gây ô nhiễm và tốn nhiều năng lượng bằng cách tái sản xuất tuân thủ theo cách tiếp cận từ cái nôi đến cái nôi.  Tuy nhiên, để điều này xứng đáng với nỗ lực, các sản phẩm mới đã được thiết kế và phát triển theo các bước tháo gỡ dễ dàng và không tốn kém.
Việc thực hiện hậu cần ngược lại phải đối mặt với một số thách thức liên quan đến việc duy trì khả năng cạnh tranh của sản phẩm và để phù hợp với mong đợi thuận tiện của khách hàng.  Vì các sản phẩm cuối đời thường được trả lại trong các điều kiện khác nhau và phải được chọn trong các hộ gia đình tư nhân, nên phải xác định kích thước của các hệ thống lấy lại trên mỗi sản phẩm và liên quan đến giá trị của nó, chi phí tháo gỡ và các bất tiện vốn có cho khách hàng.  Do đó, một yếu tố thành công quan trọng là sự dễ dàng và khả năng tiếp cận của các tùy chọn lấy lại để thúc đẩy giai đoạn hậu sử dụng rất thuận tiện cho khách hàng.  Ngoài ra, các công ty phải liên tục giảm chi phí tân trang và tái chế.
Bằng cách áp dụng các quy định và nghĩa vụ chính trị cấm các sản phẩm độc hại cao được xử lý tại các bãi chôn lấp, bằng cách tăng chi phí xử lý và bằng cách thúc đẩy các công ty hoặc khách hàng trả lại sản phẩm, tỷ lệ hoàn trả và do đó tác động đến môi trường của các sản phẩm sử dụng cuối được cải thiện.  Ví dụ, Liên minh châu Âu đã thực hiện các hướng để đặc biệt điều chỉnh trách nhiệm của nhà sản xuất đối với xe hơi và các thiết bị điện cuối đời.

## Phân phối và bền vững xã hội
Phân phối bền vững không chỉ liên quan đến các vấn đề môi trường mà còn với các tác động xã hội do phân phối.  Sau đây, có thể phân biệt tác động trực tiếp (điều kiện làm việc của nhân viên, tiếng ồn, mức độ giao thông cao, ô nhiễm) và tác động xã hội gián tiếp (thay đổi cảnh quan).
SA8000 là một tiêu chuẩn trách nhiệm xã hội cho các điều kiện làm việc phù hợp với hiệu lực toàn cầu.  Cải thiện trong các lĩnh vực mà nó bao gồm có thể đạt được bởi các nhà phân phối cũng như thông qua quy định pháp lý, ví dụ:
- An toàn và sức khỏe tại nơi làm việc: Ví dụ, TÜV của Đức cấm xe tải không an toàn trên đường, giảm chấn thương bằng cách cải thiện điều kiện làm việc, giếng trời trên mái nhà kho để có thêm ánh sáng ban ngày
- Giới hạn giờ làm việc: Tài xế xe tải không được lái xe quá 12 giờ / ngày ở châu Âu
- mức lương tối thiểu và thỏa thuận tập thể: được thành lập bởi các công đoàn hoặc trên cơ sở tự nguyện
- cấm lái xe vào Chủ nhật: Quy định của chính phủ Đức đối với xe tải [2]

Tuy nhiên, nỗ lực đáng kể để tìm ra công ty nào hoạt động theo tiêu chuẩn SA8000 vì việc tuân thủ tiêu chuẩn thường không được truyền đạt.